# Бергслаген
Бергслаген (швед. Bergslagen) — гірничопромисловий район у центральній частині Швеції, між річкою Дальельвен на півночі, річкою Кларельвен на заході і озерами Меларен, Єльмарен, Венерн на півдні. У другій половині 20 століття район виробляв 2/3 сталі й прокату в країні (у тому числі понад 1 млн т якісної сталі на рік).

## Промисловість
Видобуток залізної руди у 1968 році становив 5 млн т. Головні центри чорної металургії: Бурленге, Авеста, Фагерста, Сандвікен, Гуфорс, Гагфорс, Геллефорс. На південній окраїні Бергслагену розташовані великі центри машинобудування і металообробки: Карльстад, Карльскуга, Вестерос, Ескільстуна. На річках Дальельвен і Кларельвен зведено каскади ГЕС.

## Історія
Район склався у 16 - 17 століттях на основі експлуатації покладів залізної руди, хвойних лісів (для випалу деревного вугілля) і багатих гідроенергією річок. Після Другої світової війни заводи спеціалізувалися на виплавці електросталі. У 1970-х роках багато рудників було закрито.